# Robert Morris (politik)
Robert Morris junior (20. ledna 1734 Liverpool – 9. května 1806 New Jersey) byl anglický obchodník a zakladatel Spojených států. Působil jako člen zákonodárného sboru v Pensylvánii, byl delegátem druhého kontinentálního kongresu a pracoval v Senátu Spojených států a byl signatářem Deklarace nezávislosti, byl také spoluautorem dokumentu Articles of Confederation, tedy dokumentu o Konfederaci a spoluvytvářel články Ústavy Spojených států. Od roku 1781 do roku 1784 pracoval jako superintendant financí Spojených států, stal se známý jako „finančník revoluce“. Spolu s Alexanderem Hamiltonem a Albertem Gallatinem je považován za jednoho ze zakladatelů finančního systému Spojených států.

## Životopis
Robert Morris se narodil v anglickém Liverpoolu 31. nebo 20. ledna 1734. Jeho rodiči byli Robert Morris senior, agent lodní společnosti a Elizabetha Murphet. Životopisec Charles Rappleye došel k závěru, že Morris se pravděpodobně narodil mimo manželství. Do třinácti let byl Morris vychováván svou babičkou v Anglii. V roce 1747 Morris emigroval do Oxfordu v Marylandu, kde jeho otec vlastnil prosperující obchod s tabákem. O dva roky později otec poslal Morrise do Filadelfie, nejlidnatějšího města v Britské Severní Americe, kde Morris žil pod dohledem přítele svého otce Charlese Greenwaye.

## Politická kariéra

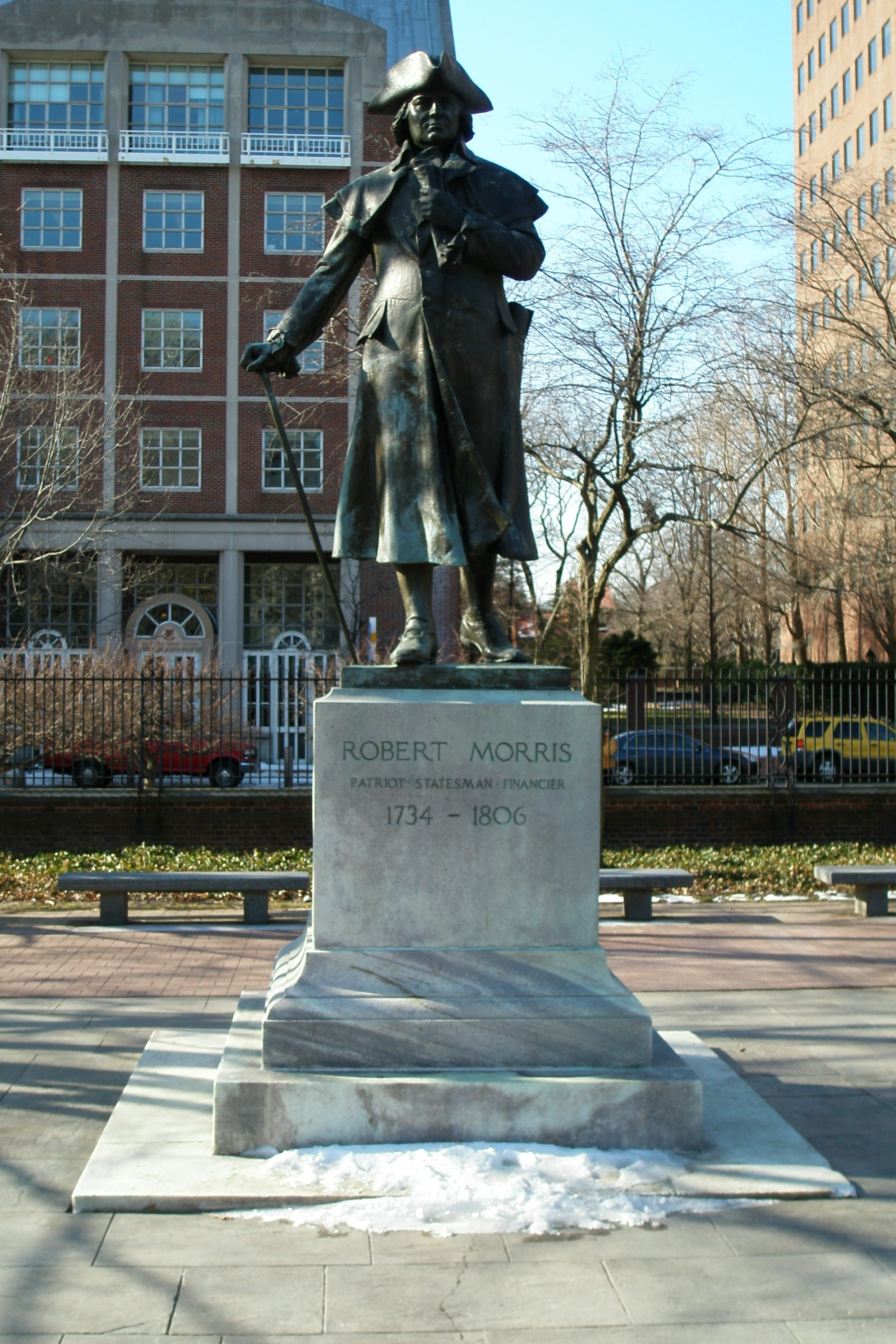
Socha Roberta Morrise v Independence National Historical Park ve Filadelfii

Po přestěhování do Spojených států se Morris stal partnerem úspěšné námořní firmy se sídlem ve Filadelfii. V důsledku francouzsko-indiánské války se spojil s dalšími obchodníky nesouhlasícími s britskou daňovou politikou, jako byl například Kolkový zákon. Po vypuknutí americké revoluční války pomáhal obstarat zbraně a střelivo pro revoluční věc a na konci roku 1775 byl vybrán jako delegát druhého kontinentálního kongresu. Jako člen Kongresu působil v Secret Committee of Trade (Tajný obchodní výbor), který se zabýval nákupem zásob, také pracoval ve Committee of Correspondence (Výbor pro korespondenci), který se zabýval zahraničními záležitostmi, a v Marine Committee, výboru, který dohlížel na kontinentální námořnictvo (Continental Navy). Do roku 1778 byl předsedou Pennsylvania Assembly (Valné shromáždění) v Pensylvánii, kde se stal vůdcem „republikánské“ frakce, která usilovala o změnu ústavy v Pensylvánii. V roce 1781 kongres čelil obtížné finanční situaci v probíhající revoluční válce a rozhodl o vytvoření funkce superintendenta financí pro dohled nad finančními záležitostmi. Morris přijal jmenování do této funkce a po finanční stránce řídil kontinentální námořnictvo. Pomáhal poskytovat zásoby pro kontinentální armádu pod vedením generála George Washingtona, což Washingtonovi umožnilo rozhodující vítězství v bitvě o Yorktown. Morris také reformoval vládní kontrakty a založil Bank of North America, první banku působící ve Spojených státech. Morris věřil, že národní vláda nebude schopna dosáhnout finanční stability bez pravomoci vybírat daně a poplatky, ale nebyl schopen přesvědčit všech třináct kolonií, aby souhlasily se změnou stanov Konfederace. V roce 1784 Morris frustrovaný slabostí národní vlády rezignoval na funkci finančního ředitele.
V roce 1787 byl Morris zvolen delegátem Philadelphia Convention, který spolunavrhoval novou ústavu pro Spojené státy. Během psaní ústavy Morris hovořil jen zřídka, ale nová ústava obsahovala mnoho jeho návrhů. Morris a další členové pomohli zajistit, že ústavu ratifikovala nejen Pensylvánie, ale do roku 1788 dokument podepsal požadovaný počet států. Pensylvánie následně zvolila Morrise jako jednoho ze svých dvou zástupců do Senátu Spojených států. Morris odmítl funkci prvního ministra financí, kterou mu nabídl Washington a místo sebe navrhoval na tuto funkci Alexandra Hamiltona. V senátu Morris podporoval Hamiltonův ekonomický program a přiklonil se k federalistické straně. Během své práce v Senátu se Morris dostal do velkých dluhů z důvodů neúspěšné spekulace s pozemky. Neschopný vyplatit své věřitele, byl uvězněn ve vězení pro dlužníky v letech 1798 až 1801. Poté, co byl propuštěn z vězení, žil až do své smrti v roce 1806 ve skromném domě ve Filadelfii a vedl tichý soukromý život.

## Odkaz
Životopisec Charles Rappleye píše, že Morris „byl příliš bohatý na to, aby se stal lidovým hrdinou, a ztráta jeho osobního jmění na konci života jej okradla o jakoukoli mystiku bájného Midase.“ Někteří historici do značné míry ignorovali Morrisovu roli při zakládání Spojených států, zatímco jiní jej považovali za vůdce konzervativní, nedemokratické frakce otců zakladatelů. Robert E. Wright a David J. Cowen ho popisují jako „padlého anděla“, který „téměř sám pomáhal financovat poslední roky“ americké revoluce, než upadl do „nemilosti“ za nesplácení svých dluhů. Historik William Hogeland píše: „vzhledem k tomu, že byl klíčovou postavou pro vítězství revoluce, stejně jako pro formování národa, není Američanům Robert Morris tak dobře znám, jak by si zasluhoval.“